# 40è Festival Internacional de Cinema de Moscou
El 40è Festival Internacional de Cinema de Moscou es va celebrar entre el 19 i el 26 d'abril de 2018. Es va anticipar la seva celebració, que habitualment es feia al juny, a causa de la Copa del Món de Futbol de 2018. El Jordi d'Or fou atorgat a Toyon kyyl (Тойон Кыыл) del director iacut Eduard Novikov.

## Jurat
- Paolo Del Brocco (president), productor
- Anna Melikian, directora
- John Savage, actor
- Nastassja Kinski, actriu
- Liang Qiao, director

## Pel·lícules en competició
Les següents pel·lícules foren seleccionades per la competició:
| Pel·lícula              | Director          | País                       |
| ----------------------- | ----------------- | -------------------------- |
| Riccardo va all'inferno | Roberta Torre     | França, Itàlia             |
| Toyon kyyl              | Eduard Novikov    | Rússia                     |
| Ar putām uz lūpām       | Janis Nords       | Letònia, Lituània, Polònia |
| Sabot                   | Rashid Malikov    | Uzbekistan                 |
| Gaspard va au mariage   | Antony Cordier    | França                     |
| Halef                   | Murat Düzgünoğlu  | Turquia                    |
| Napoli velata           | Ferzan Özpetek    | Itàlia                     |
| Notxnoi Bog             | Adilkhan Ierjanov | Kazakhstan                 |
| Ophelia                 | Claire McCarthy   | Estats Units               |
| Raiva                   | Sérgio Tréfaut    | Portugal                   |
| Soldier's mementos      | Kim Jae-han       | Corea del Sud              |
| Spitak                  | Aleksandr Kott    | Rússia                     |
| Stray                   | Dustin Feneley    | Nova Zelanda               |
| Den 12. mann            | Harald Zwart      | Noruega                    |
| Nu                      | Yang Ge           | R.P. de la Xina, Rússia    |
| El año del león         | Mercedes Laborde  | Argentina                  |

## Premis
- Jordi d'Or: Toyon kyyl, d'Eduard Novikov
- Jordi d'Or al documental: Im Schatten der Netzwelt de Hans Block i Moritz Riesewieck
- Premi Especial del Jurat: Nu, de Yang Ge
- Jordi de Plata:
  - Millor Director: Aleksandr Kott per Spitak
  - Millor Actor: Kieran Charnock per Stray
  - Millor Actriu: Giovanna Mezzogiorno per Napoli velata
- Premi Especial per una contribució especial al món del cinema: Oleg Tabakov
- Premi Stanislavsky: Nastassja Kinski
- Premi de l'Audiència: Nu de Yang Ge
- Premi FIPRESCI: Toyon kyyl d'Eduard Novikov
- Premi NETPAC: China's Van Goghs de Yu Haibo i Yu Tianqi Kiki